# Mil-Muğan Futbol Klubu
Mil-Muğan foi uma equipe azeri de futebol com sede em Imishli. Disputava a segunda divisão do Azerbaijão (Birinci Divizionu).
Seus jogos eram mandados no Heydar Aliyev Stadium, que possui capacidade para 8.500 espectadores. 

## História
O Mil-Muğan foi fundado em 2004.